# Ödön von Horváth
Ödön (właśc. Edmund Josef) von Horváth (ur. 9 grudnia 1901 w Fiume, zm. 1 czerwca 1938 w Paryżu) – austriacki dramatopisarz i prozaik.

## Życiorys
Horváth urodził się jako nieślubne dziecko węgierskiego dyplomaty Edmunda Horvátha i Marii Hermine Prehnal. Otrzymał imię po ojcu, ale zawsze nazywano go Ödön.
Od 1908 uczęszczał w Budapeszcie do szkoły podstawowej, a potem do „Rákóczianum”, gdzie nauczano w języku węgierskim. W 1909 jego ojciec otrzymał tytuł szlachecki i został przeniesiony do Monachium, nie wziął ze sobą syna. Później Horváth uczył się w Wiedniu. W Monachium uczęszczał na wykłady z germanistyki i filozofii. W 1920 opublikował swoje pierwsze utwory. Od 1923 mieszkał głównie w Berlinie, Salzburgu i Murnau w Górnej Bawarii.
Nie należał do żadnej partii politycznej, ale sympatyzował z lewicą. W 1933 po tym, jak SA przeszukała jego mieszkanie w Murnau, zdecydował się opuścić Niemcy i przeniósł się do Wiednia. W 1938, roku anszlusu Austrii, wyemigrował do Paryża. Zginął uderzony gałęzią w czasie burzy 1 czerwca 1938.
W swoich utworach podejmował tematy społeczno-polityczne, krytykował postawy drobnomieszczańskie, w późnych powieściach poruszał temat źródeł faszyzmu.
Od lat 70. XX w. jego twórczość przeżywa w Niemczech renesans. W Polsce Horváth pozostaje natomiast wciąż mało znany zarówno jako pisarz, jak i dramaturg. W 1979 ukazał się wybór jego prozy pt. Epoka ryb.

## Twórczość

### Sztuki teatralne
- Das Buch der Tänze 1920
- Mord in der Mohrengasse 1923
- Zur schönen Aussicht 1926
- Die Bergbahn 1926, pierwotnie Revolte auf Côte 3018
- Sladek der schwarze Reichswehrmann 1929, pierwotnie Sladek oder Die schwarze Armee
- Rund um den Kongreß 1929
- Italienische Nacht 1930
- Opowieści Lasku Wiedeńskiego (Geschichten aus dem Wienerwald) 1931
- Wiara, nadzieja, miłość (Glaube, Liebe, Hoffnung) 1932
- Kasimir und Karoline 1932
- Nieznajoma z Sekwany (Die Unbekannte aus der Seine) 1933
- Hin und her 1934
- Don Juan kommt aus dem Krieg 1936
- Figaro läßt sich scheiden 1936
- Pompeji. Komödie eines Erdbebens 1937
- Ein Dorf ohne Männer 1937
- Himmelwärts 1937
- Der jüngste Tag 1937

### Publikacje
- Ödön von Horváth: Dramaty zebrane. Tom I, pod red. Macieja Ganczara, Warszawa: ADiT 2012.
- Ödön von Horváth: Dramaty zebrane. Tom II, pod red. Macieja Ganczara, Warszawa: ADiT 2012.

#### Wybrane inscenizacje w Polsce
- 1973 Sąd ostateczny Teatr Telewizji, reż. Tadeusz Minc
- 1976 A miłość nigdy się nie kończy (Italienische Nacht i Kasimir und Karoline)
- 1980 Opowieści Lasku Wiedeńskiego Teatr Telewizji, reż. Włodzimierz Nurkowski
- 1990 Sąd ostateczny Teatr Telewizji, reż. Włodzimierz Nurkowski
- 1998 Opowieści Lasku Wiedeńskiego Teatr Ateneum w Warszawie, reż. Agnieszka Glińska
- 2003 Opowieści Lasku Wiedeńskiego Teatr im. Stefana Jaracza w Łodzi, reż. Jacek Orłowski
- 2004 Nieznajoma z Sekwany Teatr Współczesny w Warszawie, reż Agnieszka Glińska
- 2005 Wiara, nadzieja, miłość Teatr Dramatyczny w Warszawie, reż. Grażyna Kania
- 2007 Don Juan wraca z wojny Teatr Polski we Wrocławiu, reż. Gadi Roll
- 2007 Opowieści Lasku Wiedeńskiego Teatr im. J. Osterwy w Lublinie, reż. Bogdan Tosza
- 2010 Kazimierz i Karolina Teatr Polski we Wrocławiu, reż. Jan Klata

### Powieści
- Der ewige Spießer 1930
- Jugend ohne Gott 1937
- Ein Kind unserer Zeit 1938

### Pozostała proza
- Sportmärchen 1924 – 1926
- Interview 1932
- Gebrauchsanweisung 1932